# Capital Mundial de la Arquitectura
La Capital Mundial de la Arquitectura es un título creado en 2018 en una asociación entre la Organización de las Naciones Unidas para la Educación, la Ciencia y la Cultura (UNESCO) y la Unión Internacional de Arquitectos (UIA) . La iniciativa tiene como objetivo preservar el patrimonio arquitectónico en el contexto urbano.
La ciudad de Rio de Janeiro, en Brasil, fue la primera Capital Mundial de la Arquitectura durante el año 2020. Con la designación recibida el 17 de enero de 2019, la ciudad es responsable de organizar el Congreso Mundial de la Unión Internacional de Arquitectos, que se celebrará entre el 19 y el 26 de julio de 2020.

## Capitales Mundiales de la Arquitectura
Hasta ahora, han sido elegidas como Capital Mundiales de la Arquitectura:
| Año  | Sede           | Sede      | Ref.  |
| ---- | -------------- | --------- | ----- |
| 2020 | Río de Janeiro | Brasil    | [ 1 ] |
| 2023 | Copenhague     | Dinamarca | [ 2 ] |
| 2026 | Barcelona      | España    | [ 3 ] |
| 2029 | Pekín          | China     | [ 4 ] |